# Sofia Sjöö
Sofia Sjöö är före detta ordförande Stockholm Pride. 
I mars 2007 blev Sofia vald till ordförande för Stockholm Pride 2007 och då efterträdde hon Ulrika Westerlund. Hon avgick på årsmötet 2008. Hon var verksamhetsledare för Pride House år 2005.
Hon är uppvuxen i Sundsvall, och senare bosatt i Stockholm och hon arbetar på migrationsverket.